# سرف اند ترف
سرف اند ترف (انگلیسی: Surf and turf) یا بر و بحر نام خوراک اصلی‌ای شامل غذای دریایی و گوشت قرمز است معمولاً شاه‌میگو با استیک.